# Bogenführung
Als Bogenführung bezeichnet man die Handhabung des Bogens der Streichinstrumente, gewöhnlich mit der rechten Hand, die für das Spiel von ebenso großer Bedeutung ist wie die Applikatur, also die Tätigkeit der anderen Hand, welche die Saiten verkürzt (greift). Die Reinheit des Tons beziehungsweise die Tonhöhe hängt von der Applikatur ab, alles andere aber von der Bogenführung, nämlich die Artikulation (Staccato, Legato usw.), die Lautstärke, die Weichheit oder Härte des Tons und der Ausdruck.
Solange der Bogen die Saiten nicht verlässt, erscheint das Spiel gebunden (legato), auch beim Bogenwechsel; verschiedene Arten des nicht gebundenen Vortrags sind das durch selbständiges An- und Absetzen jedes Tons bei bleibender oder stets wechselnder Bogenführung entstehende eigentliche Staccato, ferner das Spiel mit springendem Bogen (spiccato) und das durch loseste Bogenführung bewirkte Virtuosenstaccato (Pikieren).
Man unterscheidet beim Hin-und-her-Streichen des Bogens Abstrich und Aufstrich. In Orchestern wird darauf geachtet, dass sämtliche Streichergruppen mit der gleichen Stimmführung mit einheitlichen Strichen spielen; deshalb werden auch die Bogenstriche in die einzelnen Noten-Stimmen eingezeichnet (dies wird „Einrichten“ der Stimmen genannt). Gewöhnlich wird der Wechsel der Strichrichtung nur durch über die Noten gezeichnete Bogen angedeutet.
Beim Kontrabass gibt es abhängig von der Art des Bogens zwei Arten der Bogenhaltung: die „deutsche Bogenhaltung“ im Untergriff und die „französische Bogenhaltung“ im Obergriff. Da sich die Art der Bogenhaltung auf die Bogenführung auswirkt, ist beim Kontrabass manchmal auch von „deutscher Bogenführung“ und „französischer Bogenführung“ die Rede.